# Passeport philippin
Le passeport philippin (en philippin : Pasaporte ng Pilipinas ; en anglais : Philippine passport) est un document de voyage international délivré aux ressortissants philippins, et qui peut aussi servir de preuve de la citoyenneté philippine.